# Ardoisières de Renazé
Les ardoisières de Renazé sont un ensemble d'exploitations de schistes ardoisiers sur les communes de Renazé et Congrier, en Mayenne. Elle se compose des exploitations de la Gautrie, de la Rivière, de Saint-Aignan, de Laubinière, de la Touche et de Longchamps.

## Historique

### Congrier
On vient de Méral acheter de l'ardoise en 1454 à Congrier, probablement à la Saefrère (Saffrière), dont la perrière est signalée en 1450. 
Deux carrières furent ouvertes en 1650 à la Maillère et à la Touche, mais ne furent pas longtemps exploitées. 
La carrière de la Galerie, ouverte à la fin du XIXe siècle, occupe 150 ouvriers au début du XXe siècle, et a pour principal actionnaire le prince de Broglie. 
La carrière de la Barre, ouverte en 1895, au Nord et A 500 m du bourg, par une société anonyme qui comptait au début du XXe siècle parmi ses membres  le marquis de Champagné, a été exploitée pendant quelque temps par soixante-dix ouvriers au début du XXe siècle.

## Patrimoine minier
Trois chevalements métalliques de puits de mines.

Les chevalements de Renazé.
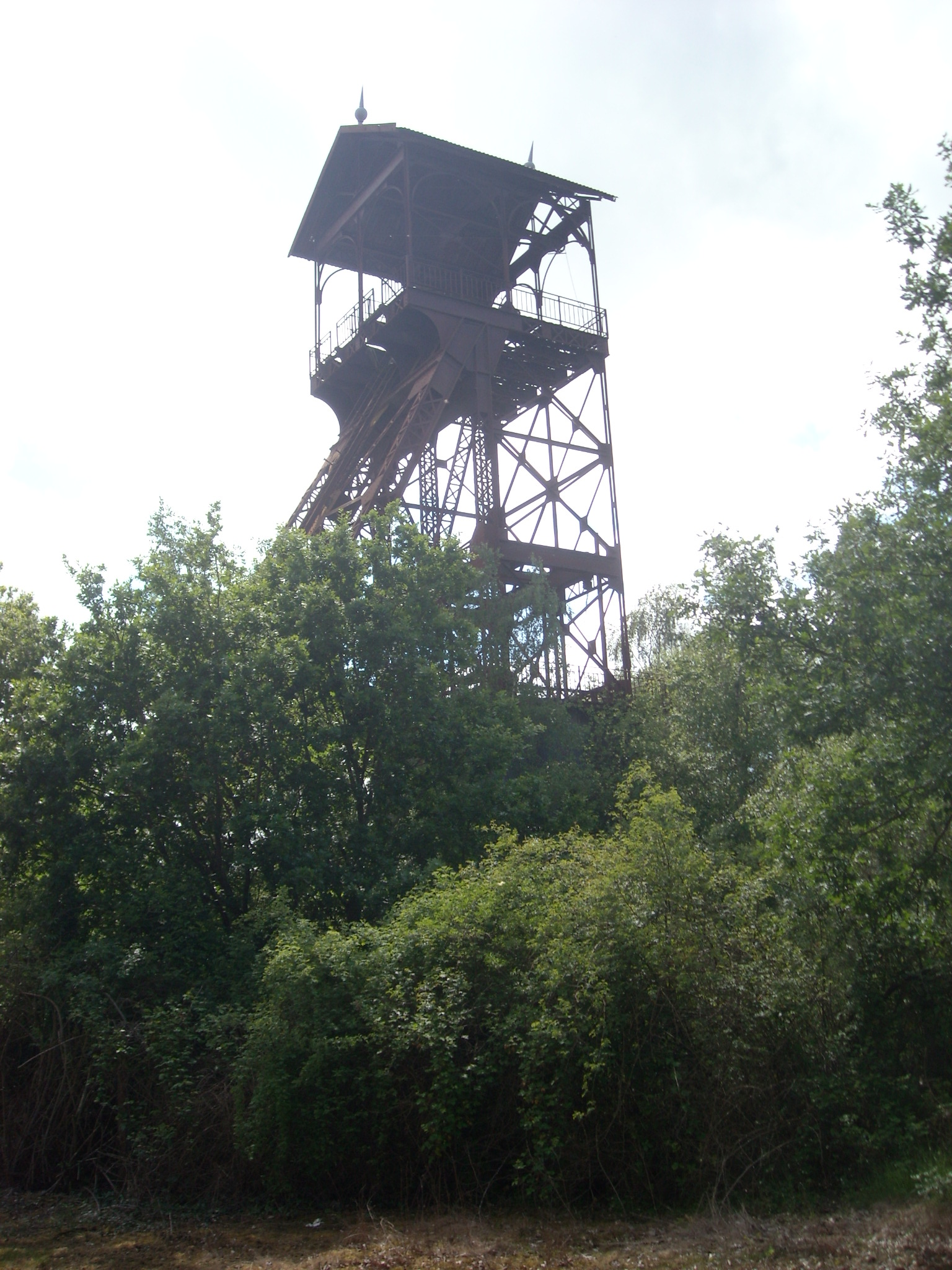
Puits Saint-Aignan.
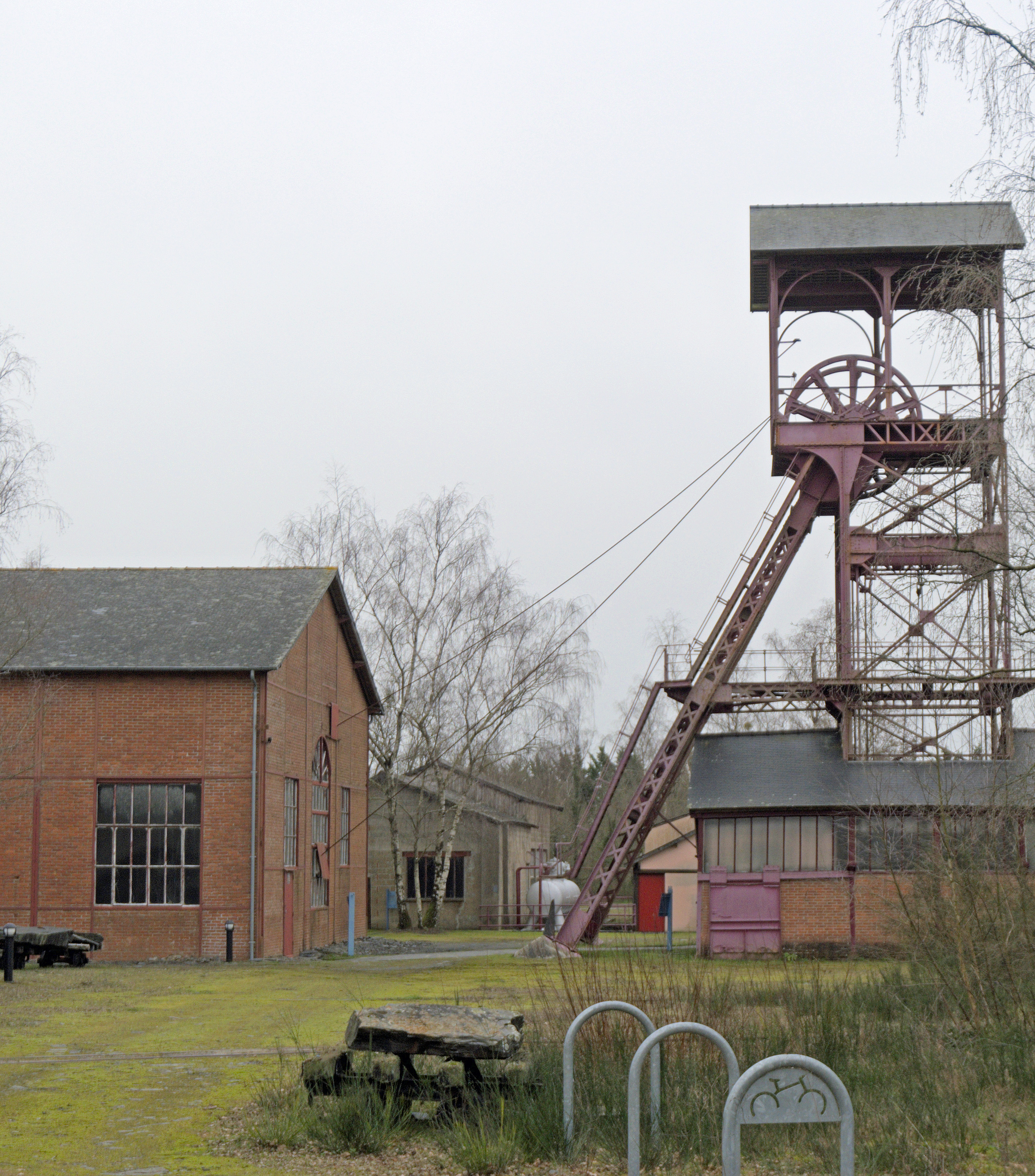
Puits de Longchamps.
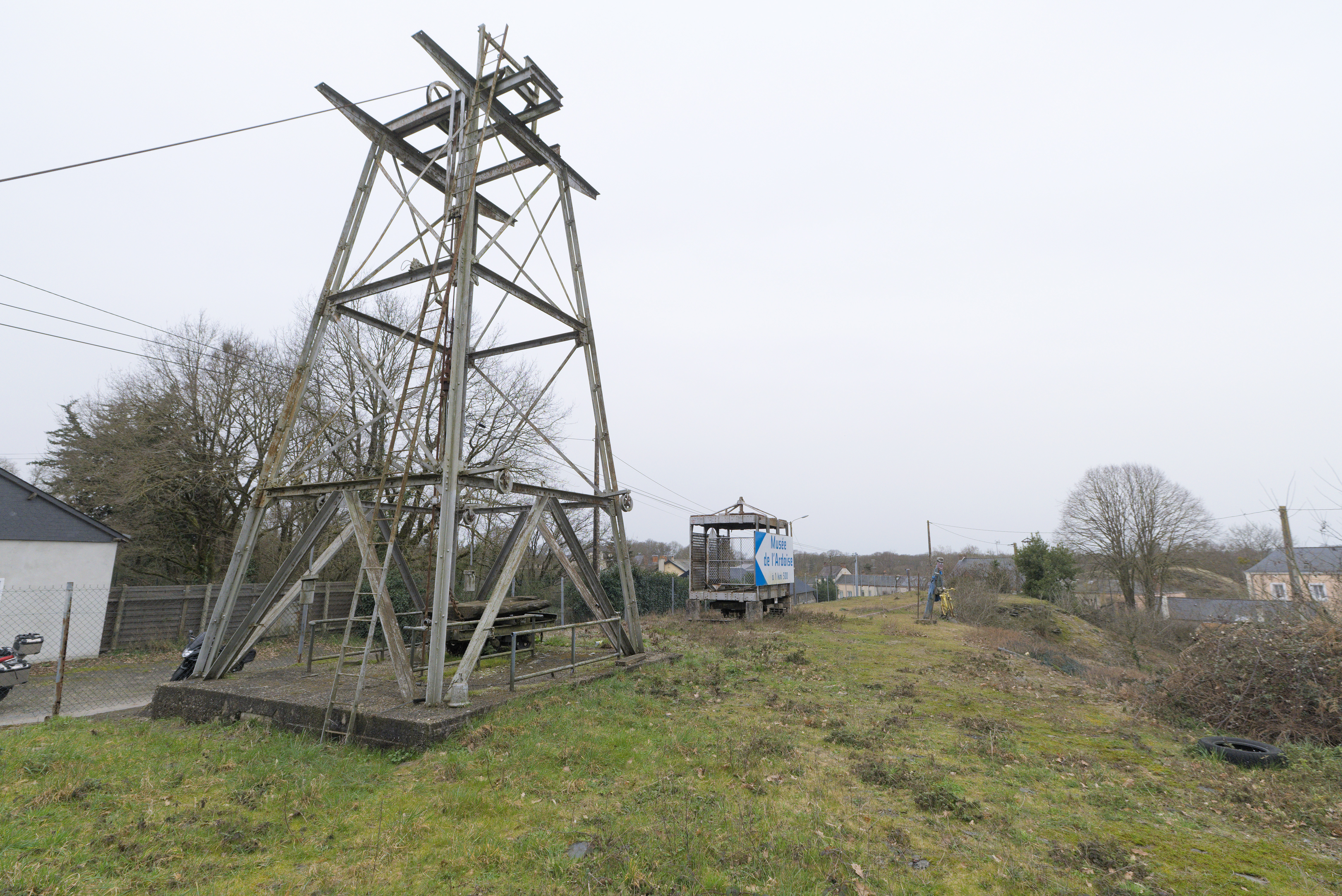
Puits de Laubinière.